# Folwark (Dziecinów)
Folwark – część wsi Dziecinów w Polsce, położona w województwie mazowieckim, w powiecie otwockim, w gminie Sobienie-Jeziory. 
W latach 1975–1998 Folwark należał administracyjnie do województwa siedleckiego.
W tej części wsi mieszkał niegdyś hrabia Daszyński (najprawdopodobniej nie był spokrewniony z Ignacym Daszyńskim). Był zamożny, do niego należało wiele posiadłości w okolicy. Nie zdołały się zachować żadne pozostałości jego folwarku. Domy są skupione głównie obok DW 801.
Ta część Dziecinowa bywa także zwana Daszewem (taką nazwę nosiła posiadłość Daszyńskiego).
Wierni Kościoła rzymskokatolickiego należą do parafii św. Jana Chrzciciela w Warszawicach.